# Don't Close Your Eyes (пісня Макса Джейсона Мая)
«Don't Close Your Eyes» — пісня словацького співака Макса Джейсона Мая, з якою він представляв Словаччину на пісенному конкурсі Євробачення 2012 в Баку. За результатами другого півфіналу, який відбувся 24 травня, композиція не пройшла до фіналу.